# Bolchoï Kamen
Bolchoï Kamen (en russe : Большой Камень, littéralement « Grande Pierre ») est une ville fermée du kraï du Primorié, dans l'Extrême-Orient russe. La population de la ville s'élève à 38 288 habitants en 2022.

## Géographie
La ville se trouve sur la baie de l'Oussouri, qui la sépare de Vladivostok. Elle est à 40 km de cette ville par la mer, mais à 113 km par la route.

## Population
Recensements (*) ou estimations de la population:
| 1959* | 1970*  | 1979*  | 1989*  |
| ----- | ------ | ------ | ------ |
| 7 788 | 27 828 | 35 219 | 65 621 |

| 2002*  | 2010*  | 2012   | 2013   |
| ------ | ------ | ------ | ------ |
| 38 394 | 39 257 | 39 469 | 39 447 |

| 2022   | - | - | - |
| ------ | - | - | - |
| 38 288 | - | - | - |

## Économie
Bolchoï Kamen possède deux chantiers navals engagés dans la réparation et la construction de navires méthaniers et de sous-marins nucléaires :
- Zvezda
- Vostok

Le chantier naval Zveda est notamment chargé de la construction des brise-glaces à propulsion nucléaire du projet Leader (ru) dont la pose de la quille du premier a eu lieu en juillet 2020.

## Transports
La ville est située près de la route régionale 05A-608 qui relie Nakhodka à Artiom et la route fédérale A370. Cette dernière route, l'A370, mène elle soit à Vladivostok soit à Khabarovsk. 